# Malta (rzeka)
Malta (pol. hist. Małta, ros. Малта) – rzeka na Łotwie, w Łatgalii, dopływ rzeki Rzeżycy. Wypływa z jeziora Salājs (pol. hist. Jezioro Sołowskie) położonego nieopodal miejscowości Andrupene (pol. hist. Andrepno, ros. Андрупене), skąd kieruje się na północny zachód, przepływając m.in. przez miejscowość o nazwie Malta i później nieopodal Wielony; rzeka liczy 105 km długości.
Do połowy lat 60. XX wieku rzeka Malta wpływała do największego jeziora Łotwy – jeziora Łubań, ale po uruchomieniu w 1966 r. kanału łączącego ją z rzeką Rzeżycą – stała się jej dopływem, a stary końcowy odcinek jej biegu został przekształcony w system stawów rybnych Nagļu.

## Źródła
- Słownik geograficzny Królestwa Polskiego, t. VI (1885 r.), str. 80